# Unconditional Love
Unconditional Love – piosenka amerykańskiego rapera 2Paca pochodząca z wydanego pośmiertnie albumu pt. 2Pac’s Greatest Hits. Początkowym zamiarem było umieszczenie go na albumie MC Hammera o nazwie Familly Affair, jednak Hammer zaproponował Pacowi umieszczenie go na jego przyszłym albumie. Ostatecznie śmierć Shakura przeszkodziła tym planom i utwór znalazł się na albumie MC Hammera. Mimo to po paru latach „Unconditional Love” znalazło się na składance największych hitów 2Paca.